# Edgar Wright
Edgar Howard Wright (sinh ngày 18 tháng 4 năm 1974) là nam đạo diễn và biên kịch người Anh. Wright cũng làm đạo diễn cho video ca nhạc, ví dụ "Gust of Wind" của Pharrell Williams (2014) hay "Colors" của Beck (2018).
Năm 2019, DuckTales (2017) với giọng nói Alistair Boorswan từ tập "The Duck Knight Returns"